# 細野義朗
細野 義朗（ほその よしろう）は、日本の実業家。スターダストプロモーション代表取締役・同グループの総帥。芸能プロモーター。

## 来歴・人物
長良事務所（現・長良プロダクション）、オスカープロモーションなどを経て、1979年に独立し、スターダストプロモーションを設立。 
また、ビーイングの長戸大幸と知己であったため、ZARDの坂井泉水（蒲池幸子）、宇徳敬子、KEY WEST CLUB、MANISH（前DALI）等、 
所属ミュージシャンのサウンドプロデュースをビーイングに委託し、人気ミュージシャンを輩出した。 
また、多くの俳優・女優を育て上げ、スターダストプロモーションを一代で大手芸能事務所に成長させた。 
民放・映画会社と親交が深く、スターダストプロモーション所属のタレントが出演している映画作品の制作にも関わる。 
妻は作家の河原れん。

## 制作担当した映画作品
- パッチギ!
- 星に願いを。
- 世界の中心で、愛をさけぶ
- 電車男
- 恋は雨上がりのように
- センセイ君主（2018年8月1日、東宝）
- あいあい傘（2018年10月26日、SDP）
- はたらく細胞（2024年12月13日、ワーナー・ブラザース映画）